# Anii 300 î.Hr.
Secole: Secolul al V-lea î.Hr. - Secolul al IV-lea î.Hr. - Secolul al III-lea î.Hr.
Decenii: Anii 350 î.Hr. Anii 340 î.Hr. Anii 330 î.Hr. Anii 320 î.Hr. Anii 310 î.Hr. - Anii 300 î.Hr. - Anii 290 î.Hr. Anii 280 î.Hr. Anii 270 î.Hr. Anii 260 î.Hr. Anii 250 î.Hr.
Anii: 400 î.Hr. | 309 î.Hr. | 308 î.Hr. | 307 î.Hr. | 306 î.Hr. | 305 î.Hr. | 304 î.Hr. | 303 î.Hr. | 302 î.Hr. | 301 î.Hr. | 300 î.Hr.
Evenimente